# Tisztrja
Tisztrja - bóg deszczu występujący w mitologii irańskiej. Symbolizuje go gwiazda Syriusz. Ma wrogów Dużjairję i Apaosze. 

## Kult
Według wierzeń mógł zsyłać opady na cały świat. Czwarty miesiąc kalendarza irańskiego nazywa się Tir - od niego. Poświęcone mu było święto Tiragan obchodzone jako święto deszczu.